# George Gill Range
Die George Gill Range ist eine Bergkette im südlichen Teil des australischen Northern Territory, 215 Kilometer südwestlich von Alice Springs. Sie ist ein Ausläufer der MacDonnell Ranges und besteht hauptsächlich aus Sandstein.
Im südlichen Bereich der Range befinden sich einige Quellen und Wasserlöcher. Unter anderem fließt hier der Kings Creek, der am westlichen Ende über Jahrmillionen den Kings Canyon geschaffen hat. Dieser Canyon bietet über 100 Meter hohe Felswände in verschiedensten Farben, ein dauerhaft wasserführendes Billabong mit üppiger Vegetation und ist von einem Plateau mit spektakulären Steinformationen umgeben. Diese natürliche Schönheit macht ihn zu einer der touristischen Hauptattraktionen der Region. Ungefähr 36 Prozent der Range sind im Watarrka-Nationalpark geschützt.
Der erste Europäer, der in diese Gegend kam, war Ernest Giles im Jahre 1872. Er benannte sie nach seinem Schwager George Gill, der ihm bei der Finanzierung der Expedition geholfen hatte.

## Quelle
- Northern Territory Government – Department of Natural Resources, Environment, the Arts and Sport: George Gill Range and surrounds (PDF; 785 kB). Abgerufen am 17. November 2012